# Петро Одровонж
Петро́ (Пйотр) Одрово́нж, іноді Петро Парава (пол. Piotr Odrowąż; помер 6 вересня 1450) — польський шляхтич, військовик, урядник Королівства Польського. Родовий герб — Одровонж.

## Біографія
Син підкоморія руського Добєслава Одровонжа зі Спрови і Заґожа (помер 1433 року).
Перша інформація про нього в джерелах за 1406 рік (спільно з братом Добєславом надали фундуш для костелу в Журавиці коло Перемишля). Записаний королівським ловчим 13 вересня 1419 року, перед тим придворний короля Ягайла. 1423 року серед слуг королеви Софії Гольшанської. Тоді ставав одним з банкірів короля (позика 20 гривень на селах Артасів, Мержвиця коло Львова, запис в Сяноку 1419 року, збільшений 1423 року до 150 гривень; позика не перша).) Мав чотирьох братів: архієпископ львівський Ян Одровонж (з 1436, помер у вересні 1450 року); Миколай Одровонж, каштелян львівський Павел Одровонж, каштелян перемиський Добєслав Одровонж.
Як і більшість польських шляхтичів тієї пори, брав участь в багатьох військових баталіях, зокрема, в Прусії проти хрестоносців, на Поділлі проти князя Свидриґайла. За заслуги, король Владислав II Яґайло надав йому значні володіння на Галичині та Поділлі (що викликало заздрість навіть в польських шляхтичів), зокрема, 1431 р. став власником Сатанова.
Брав участь у військових походах короля Владислава III Варненчика до Угорщини, Чехії; потрапив у полон до Телефа в Кошицях, який відправив його на переговори до короля.
6 (або 8) вересня 1450 р. загинув у бою під час війни проти війська молдавського господаря Богдана II разом з галицьким старостою Миколаєм Паравою з Любіна, сином подільського воєводи Михайла Бучацького Міхалом. Був похований у Львові в Латинському катедральному соборі. За версією Несецького Каспера, його голова була похована в Могилі (біля Кракова) поряд з дружиною, у Львові — лише тіло. За версією Ф. Кірика, тіло перевезли до Могили під Краковом, поховане в мурах кляшторного костелу.
Перед 1429 роком взяв у заставу місто Глиняни. 1431 року замок у Зінькові було передано Пйотру Одровонжу. Під Володимиром-Волинським отримав 8 вересня 1431 року від короля надання 10 сіл у Смотрицькому, Вінницькому повітах (перед тим були в заставі у воєводи краківського Пйотра Шафранця) за заслуги у війні з Свидригайлом (в тому числі луцька виправа), оборону Поділля від татар. Поділля стало головним місцем господарської експансії П. Одровонжа. На Поділлі мав: 1436 року 12 сіл; 1444 року 19 сіл, з яких Сатанів, Зіньків перетворив у містечка.
1438 року купив у сандомирського старости Яна Одровонжа (†1448) частину родинної Спрови. 11 вересня 1438 року Львівський сеймик віддав посаду скарбника Руського воєводства П. Одровонжу. 1440 року Дмитро Лагодовський продав за 200 гривень своє село пол. Woskrzemincze П. Одровонжу зі Спрови. У 1440—1441 роках теребовельський староста Ян Бучацький, Гербурти з Фельштина, інші були винні йому по 500 гривень. 1442 року борги короля П. Одровонжу складали більше 11000 гривень, в серпні додались 200 на Ясениці Сільній під Дрогобичем за утримування турецького посла. 1440 року мав запис 300 гривень на Тлумачі, селі Конюшках. На прохання П. Одровонжа король: 1442 року шляхтичу Будивою Мамайовичу надав запис 300 гривень на селі Дуньківці; 1451 року надав шляхетство, 2 села (Урочисько, Ясниська) львівським міщанам Сташкові, Іваськові Давидовичам, які поряд з П. Одровонжем відбили навалу монголів (?) у 1448 році. У вересні 1448 року допомагав відділам Теодора Бучацького-Язловецького переслідувати татар, які напали на Поділля; вдалось відбити майно, ясир.
Значно спричинився до перебудови Галицького замку.

### Посади
Львівський староста (або Генеральний староста Русі, 1440 р., 1442—1450 рр.), подільський староста. Подільський (кам'янецький) воєвода (перед) 1434—1437 рр.). Руський воєвода (з 1436 року, використав малолітство короля Владислава ІІІ) 1437—1450 р.). Генеральний староста Русі. Староста самбірський (називав Самбірщину «своїм повітом») перед 1429 роком; отримав замок, місто, 40 сіл), галицький.

## Сім'я
Дружина невідома. Мав синів Анджея (помер 1465 року), Яна (помер 1485 року), доньку Малґожату.